# Spherillo panningi
Spherillo panningi är en kräftdjursart som beskrevs av Arcangeli1934. Spherillo panningi ingår i släktet Spherillo och familjen Armadillidae. Inga underarter finns listade i Catalogue of Life.